# Opus craticum

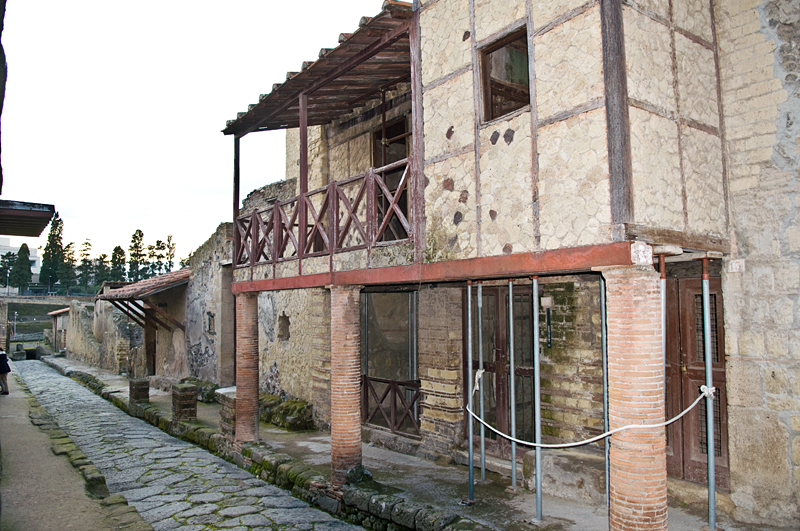
Casa dOpus Craticum, a Herculà, (Itàlia)

Opus craticum o craticium, és una antiga tècnica de construcció Romana descrita per Vitruvi en els seus llibres De architectura com a obra de canya entreteixida recoberta de guix. Vitruvi va destacar aquesta tècnica constructiva com un greu risc d'incendis, probablement per estar feta amb escaiola esquerdada i poc durable. Se'n van trobar exemples supervivents a les excavacions arqueològiques de Pompeia i més encara a Herculà, enterrades per l'erupció del Vesuvi al 79 dC i que es van començar excavar a partir del 1929.

## Orígens
Abans dels romans, els minoïcs, els etruscs i els grecs són coneguts per haver utilitzat tècniques d'edificació similars. Almenys des del segle xiii, aquest tipus de construcció, comú a Europa, es diu "half-timbered" en anglès, "Fachwerk" (marc) en alemany, "entramat de fusta" en català, "entramado de madera" en castellà i colombage en francès

## Dualitat del nom
Hi ha una petita confusió a nivell acadèmic i el terme opus craticum també s'utilitza per una altra tècnica d'edificació romana molt similar, però no identificada com directament relacionada amb l'entramat de fusta (o semi-fusta), es tracta d'un marc de fusta amb emplenament de les parets amb pedres i morter anomenat opus incertum. Un exemple d'aquesta tècnica és la Casa d'Opus Craticum a Herculà,encara que de fet, és una reconstrucció de l'edifici original.